# Daniel Quintana Sosa
Daniel Quintana Sosa (Las Palmas de Gran Canaria, Gran Canaria, España, 8 de marzo de 1987) es un futbolista español. Juega de centrocampista y su primer equipo fue el U. D. Puzol. Actualmente milita en el Chengdu Better City F. C. de la Primera Liga China.

## Clubes
| Club                      | País           | Año       |
| ------------------------- | -------------- | --------- |
| Unión Deportiva Puzol     | España         | 2006–2007 |
| Valencia CF B             | España         | 2007–2008 |
| Ontinyent CF              | España         | 2007–2008 |
| UD Alzira                 | España         | 2008–2009 |
| Racing Club de Ferrol     | España         | 2009–2010 |
| AD Huracán                | España         | 2010–2011 |
| CD Olímpic de Xàtiva      | España         | 2011–2012 |
| Gimnàstic de Tarragona    | España         | 2012      |
| Jagiellonia Białystok     | Polonia        | 2013-2014 |
| Al-Ahli                   | Arabia Saudita | 2014-2015 |
| FK Qarabağ Agdam          | Azerbaiyán     | 2015-2020 |
| Chengdu Better City F. C. | China          | 2020-     |

## Palmarés
- Liga Premier de Azerbaiyán: 2016, 2017, 2018 y 2019
- Copa de Azerbaiyán: 2016 y 2017
- Máximo goleador de la Liga Premier de Azerbaiyán 2016 .[3]